# 日本知的財産仲裁センター
日本知的財産仲裁センター（にほんちてきざいさんちゅうさいセンター 、Japan Intellectual Property Arbitration Center、JIPAC）は、知的財産権に関する紛争につき、相談、調停、仲裁、判定、ドメイン名紛争裁定などを行う、日本のADR機関である。

## 沿革
- 1998年3月26日、日本弁理士会および日本弁護士連合会により「工業所有権仲裁センター」として設立され、4月1日に調停、仲裁等の業務の運営を開始した[1][4][2]。

- 2000年10月19日、日本ネットワークインフォメーションセンター（JPNIC）の認定を受けた初めての紛争処理機関として、JPドメイン名に係わる紛争処理についての申立の受付を開始した[5]。2010年までに78件の仲裁が行われた[6]。

- 2001年4月、「日本知的財産仲裁センター」に名称に変更する[2]とともに、工業所有権に限定していた紛争解決の対象を知的財産権に拡大した[1][4]。

- 2004年3月に「センター判定」、2006年4月に「センター必須判定」、2011年4月に「事業適合性判定」を開始した[4]。

- 2012年11月に民間紛争解決手続業務について法務大臣の認定を受けた（認定番号119号）[1][4]。

## 業務
知的財産紛争に関する調停、あっせんおよび仲裁を取り扱っている。更に、事業適合性判定、事業に対する特許の貢献度評価も行っている。
名称は「仲裁センター」であるが、業務開始以来、一貫して調停手続の利用が多い。ただし利用件数の絶対数は少なく、2014年度以降は新受件数年5件未満の状況が続いている。

### 事業適合性判定
事業者が事業に使用する技術について、担当の弁護士と弁理士とが、事業者との面談を通じて、先行技術調査結果に基づいて、特許紛争リスクを未然に回避できるか否かについて、第三者的立場から専門的見解を示すものである。開発から事業化までの各ステージに対応した見解を示すことができるように、複数種類の判定がある。

### 事業に対する特許の貢献度評価
事業に関係する複数の特許のそれぞれの事業に対する貢献度を、実施技術特許だけでなく、等価的技術特許、補完的技術特許、バックグラウンド特許、攻めの特許、未登録特許及び対応外国特許をも考慮しつつ、担当の弁護士と弁理士とが事業者及び外部調査機関との面談を通じて、算定する。
共同研究開発成果を用いて事業化する際、産学連携事業における不実施補償額を算出する際、職務発明の対価額を算出する際などに利用することができる。

### 代理人
弁理士は、知的財産に関する裁判外紛争解決手続について代理する権限があるので（弁理士法4条2項2号）、日本知的財産仲裁センターの手続を代理することができる。

## 組織
- 東京本部 - 東京都千代田区霞が関3-4-2 弁理士会館内[1][8]
- 関西支部
- 名古屋支部
- 北海道支所
- 東北支所
- 中国支所
- 四国支所
- 九州支所[9]

## 関連事項
2019年（令和元年）10月1日から東京地方裁判所及び大阪地方裁判所が知財調停を始めた。